# Astrid Benöhr
Astrid Benöhr, née en 1957 à Bergisch Gladbach, est  une ultra-triathlète et une coureuse d'endurance allemande, championne du monde féminine d'ultra-triathlon.

## Palmarès
Le tableau présente les résultats les plus significatifs (podium) obtenus sur le circuit international d'Ultra-triathlon depuis 1992.
| Année | Compétition                                      | Pays      | Position      | Temps            |
| ----- | ------------------------------------------------ | --------- | ------------- | ---------------- |
| 2005  | Triple-Ultra-Triathlon Lensahn                   | Allemagne | Médaille d'or | 47 h 0 min 23 s  |
| 2004  | Triple-Ultra-Triathlon Lensahn                   | Allemagne | Médaille d'or | 43 h 10 min 5 s  |
| 2003  | Triple-Ultra-Triathlon Lensahn                   | Allemagne | Médaille d'or | 39 h 49 min 28 s |
| 2001  | Triple-Ultra-Triathlon Lensahn                   | Allemagne | Médaille d'or | 42 h 21 min 58 s |
| 2001  | Défi mondial de l'endurance - Fontanil-Cornillon | France    | Médaille d'or | 45 h 26 min 10 s |
| 2000  | Triple-Ultra-Triathlon Lensahn                   | Allemagne | Médaille d'or | 43 h 36 min 45 s |
| 2000  | Défi mondial de l'endurance - Fontanil-Cornillon | France    | Médaille d'or | 41 h 37 min 36 s |
| 1999  | Triple-Ultra-Triathlon Lensahn                   | Allemagne | Médaille d'or | 41 h 52 min 27 s |
| 1998  | Triple-Ultra-Triathlon Lensahn                   | Allemagne | Médaille d'or | 41 h 3 min 59 s  |
| 1998  | Défi mondial de l'endurance - Fontanil-Cornillon | France    | Médaille d'or | 40 h 16 min 6 s  |
| 1997  | Triple-Ultra-Triathlon Lensahn                   | Allemagne | Médaille d'or | 41 h 18 min 56 s |
| 1997  | Défi mondial de l'endurance - Fontanil-Cornillon | France    | Médaille d'or | 40 h 9 min 12 s  |
| 1996  | Triple-Ultra-Triathlon Lensahn                   | Allemagne | Médaille d'or | 37 h 54 min 54 s |
| 1996  | Défi mondial de l'endurance - Fontanil-Cornillon | France    | Médaille d'or | 44 h 18 min 49 s |
| 1995  | Triple-Ultra-Triathlon Lensahn                   | Allemagne | Médaille d'or | 38 h 9 min 29 s  |
| 1995  | Défi mondial de l'endurance - Fontanil-Cornillon | France    | Médaille d'or | 41 h 59 min 22 s |
| 1994  | Triple-Ultra-Triathlon Lensahn                   | Allemagne | Médaille d'or | 38 h 32 min 18 s |
| 1994  | Défi mondial de l'endurance - Fontanil-Cornillon | France    | Médaille d'or | 40 h 19 min 28 s |
| 1993  | Triple-Ultra-Triathlon Lensahn                   | Allemagne | Médaille d'or | 41 h 44 min 19 s |
| 1993  | Défi mondial de l'endurance - Fontanil-Cornillon | France    | Médaille d'or | 43 h 36 min 45 s |
| 1992  | Triple-Ultra-Triathlon Lensahn                   | Allemagne | Médaille d'or | 39 h 51 min 5 s  |

## Voir Aussi